# 凱瑟琳·萊格
凱瑟琳·萊格（英語：Katherine Legge，/ˈlɛɡ/，1980年7月12日—）是一位英國賽車手。

## 賽車生涯

### 早期及大西洋賽
萊格在參加豐田大西洋系列賽之前，也曾在英國參賽幾個具發展性的開輪式系列賽，包括三級方程式賽車、雷諾方程式和福特方程式。她在2000年也成為了首位於Zetec賽事中拿下桿位的女車手。她又在2001年打破奇米·雷克南的單圈紀錄，並且拿下了桿位，而她也是首位獲得英國賽車車手俱樂部的「新星」榮譽的女車手。之後在2005年獲得《RACER》雜誌自2002年每年頒發的「年度最有前途公路賽車手獎」。這項獎項的首屆得主是A·J·奧爾門丁格，其他像是雷克南、詹森·巴頓、克里斯蒂亞諾·達·馬塔、亞歷克斯·巴隆、尚卡羅·費希切拉、格雷格·摩爾和吉爾·德·費蘭也曾獲得這項獎項。
萊格在2005年11月成為自2002年莎拉·費雪為米納爾迪車隊在羅馬旁的瓦萊倫加，參加第二與第三天（11月22與23日）該隊的最終測試後，首位參加一級方程式賽車測試的女車手。在她初次駕駛於這條賽道的第二圈發生碰撞後，車隊決定將測試延後至第二天，之後她共完成了27圈，並有著1分21.176秒的最佳成績。而在2005年12月9－11日她加入了大不列顛A1車隊，成為首位參加A1GP汽車大獎賽測試的女性車手。
萊格在2005年為北極星車隊（Polestar Motor Racing）出賽豐田大西洋方程式錦標賽。她在該系列賽位於長灘的首戰，便在她的大西洋賽處女秀贏得勝利。她也因此成為了首位贏得一場位於北美的具發展性開輪式賽事的女性。萊格之後在分別艾德蒙頓和聖荷西贏得了她的第二與第三場冠軍。最終，她以3場冠軍及5次頒獎台，在車手積分榜上獲得季軍。她同時也獲得了2005年豐田大西洋BBS明日之星獎。

### 電動方程式
萊格與日本阿姆林·亞久里車隊簽約，參賽電動方程式的首屆賽季。

## 個人生活
萊格與前德國房車大師賽車手彼得·特汀訂了婚。

## 賽車生涯成績

### 電動方程式成績
（图例）粗體為桿位出賽，斜體為最快圈速
| 年份       | 車隊          | 賽車               | 1       | 2        | 3      | 4      | 5    | 6      | 7      | 8      | 9    | 10   | 名次  | 積分 |
| ---------- | ------------- | ------------------ | ------- | -------- | ------ | ------ | ---- | ------ | ------ | ------ | ---- | ---- | ----- | ---- |
| 2014－15年 | 阿姆林·亞久里 | 斯帕克-雷諾SRT 01E | 中國 15 | 馬來西亞 | 烏拉圭 | 阿根廷 | 待定 | 邁阿密 | 長阿密 | 摩納哥 | 德國 | 英國 | 第16* | 0*   |

* 賽季進行中。

## 外部連結
- 官方网站
- 凱瑟琳·萊格在Racing-Reference上的車手數據。
- 凱瑟琳·萊格 在DriverDB.com上的职业生涯数据（英文）